# Lluís Cebrián Ibor
Lluís Cebrián Ibor (València, 1885 - València, 1941) va ser un poeta valencià. Era fill de Lluís Cebrián Mezquita. Va ser arxiver de la Diputació de València. Va conrear una poesia d'estil llorentí i obtingué la flor natural dels Jocs Florals de la Ciutat i Regne de València l'any 1922. Va col·laborar amb el seu germà Jaume Cebrián Ibor, Secretari General de l'associació València Nova en l'acte d'afirmació valencianista celebrat al Teatre Eslava de València l'any 1914. D'ideologia republicana i nacionalista va ser l'autor del poema Vent de Ponent (1915) que, musicat l'any 1917, va esdevenir un dels himnes del valencianisme polític. L'any 1932 va ser un dels signataris de les Normes de Castelló.

## Obres
- 1925 Los fueros de Valencia. Apuntes preliminares para su exposición y completo estudio. Impremta Hijo de F. Vives Mora, València, 1925. En col·laboració amb Jaume Cebrián Ibor.
- El gremio valenciano, su pasado, su presente y su porvenir
- Mujeres célebres valencianas